# مئين (إحصاء)

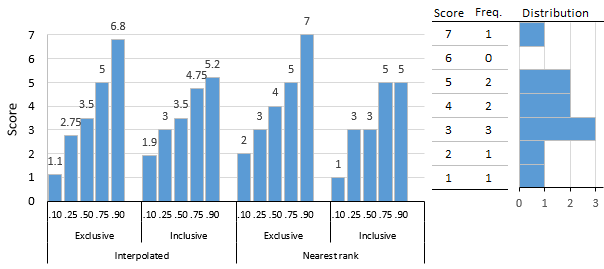

في الإحصاء المَئِين (بالإنجليزية Percentile أو Centile) هو قيمة لمتحول تقع تحتها نسبة معينة من قراءات العينة. على سبيل المثال: المَئِين العشرون لمجموعة من الأعداد هو العدد الذي يقع تحته عشرون بالمائة من عناصر المجموعة. الرتبة المئينية، هي مصطلح مرتبط بالمئين، يستخدم في نتائج الامتحانات لإظهار رتبة نتيجة الطالب مقارنة بزملائه ممن أجروا الامتحان نفسه. فمثلا إذا قيل أن درجة أحد الطلاب هي الرتبة المئينية التسعون فهذا يعني أن 90% من عدد الطلاب الذين تقدموا للامتحان حصلوا على درجة أقل من درجة ذلك الطالب.
يطلق على المئين الخامس والعشرين اسم الرُبيع الأول Q1، والمئين الخمسين الوسيط، والمئين الخامس والسبعين الرُبيع الثالث Q3.